# 李康妃
李康妃（1594年—1674年）明朝光宗宠妃，明熹宗、崇祯帝养母，皇四子朱由模、皇八女乐安公主、朱徽妱生母。初为选侍，後封康妃。史称西李。

## 生平
当时太子府有两个李氏姬妾都封为选侍，无亲缘关系，外界人称西李、东李。東李就是李莊妃，西李則是李康妃。东李有势些，但西李色艺无双，也是最受宠爱的一个。
明熹宗（天启帝）在母亲王才人去世后，由西李抚养。崇祯帝在母亲劉淑女被父亲谴死后也曾交给西李抚养，之后因西李生有一個女兒，照应不过来，才改由东李抚养。
1620年明光宗即位，下诏封西李为皇貴妃，但西李为人狠毒，野心极大，想当皇后，皇帝不应。礼部侍郎孙如游上奏，“太后、元妃等人的谥号还没有尊上，把这些事情解决后再封皇贵妃不晚。”
不料明光宗突然驾崩，還来不及封皇贵妃。西李选侍仍然在乾清宫，东林党担忧其会垂帘听政。于是大学士刘一燝、吏部尚书周嘉谟、兵科都给事中杨涟、御史左光斗等上疏力争，李选侍万般无奈，怀抱乐安公主，搬离乾清宫，移居仁寿宮，沿路狼狈不堪。即当时明朝著名的移宮案。
此后明熹宗即位。因移宫事件过于苛激，事后外界纷言天启帝虐待庶母李选侍，御史贾继春上奏指责东林党人过多干涉内廷事务，遭群起责难。天启帝下诏宣布西李曾欺凌其生母王才人，虐待过他自己，把贾继春削职。
此后，魏忠贤执政。因为西李与客魏集团关系尚可，天启四年，魏忠贤授意天启帝尊封她为康妃。然后天启帝公开宣布西李无辜，自己是被王安等人调唆。且声称贾继春忠谏有功，召回任用。思宗时，晋为太妃。但始终没有被给予政治权力。
明朝灭亡，李康妃等前朝妃嫔皆由清廷给资供养起来。康熙十三年（1674年）五月十八日，李康妃薨逝，寿八十余岁。